# Individuellt pensionssparande
Individuellt pensionssparande (IPS) är ett pensionssparande som kan ske i en bank, värdepappersbolag eller i utländskt värdepappersföretag med filial i Sverige.  Sparandet kan t.ex. placeras på bankkonto, värdepappersfond eller i aktier.